# Volkswagen Golf R
Volkswagen Golf R — спортивні хетчбеки сімейства Volkswagen Golf. На ринку Golf R замінив Volkswagen Golf R32. Найпотужніша модель серед серії Golf. Автомобіль розганяється 300-сильним двигуном до сотні за 4.9 с.

## Перше покоління

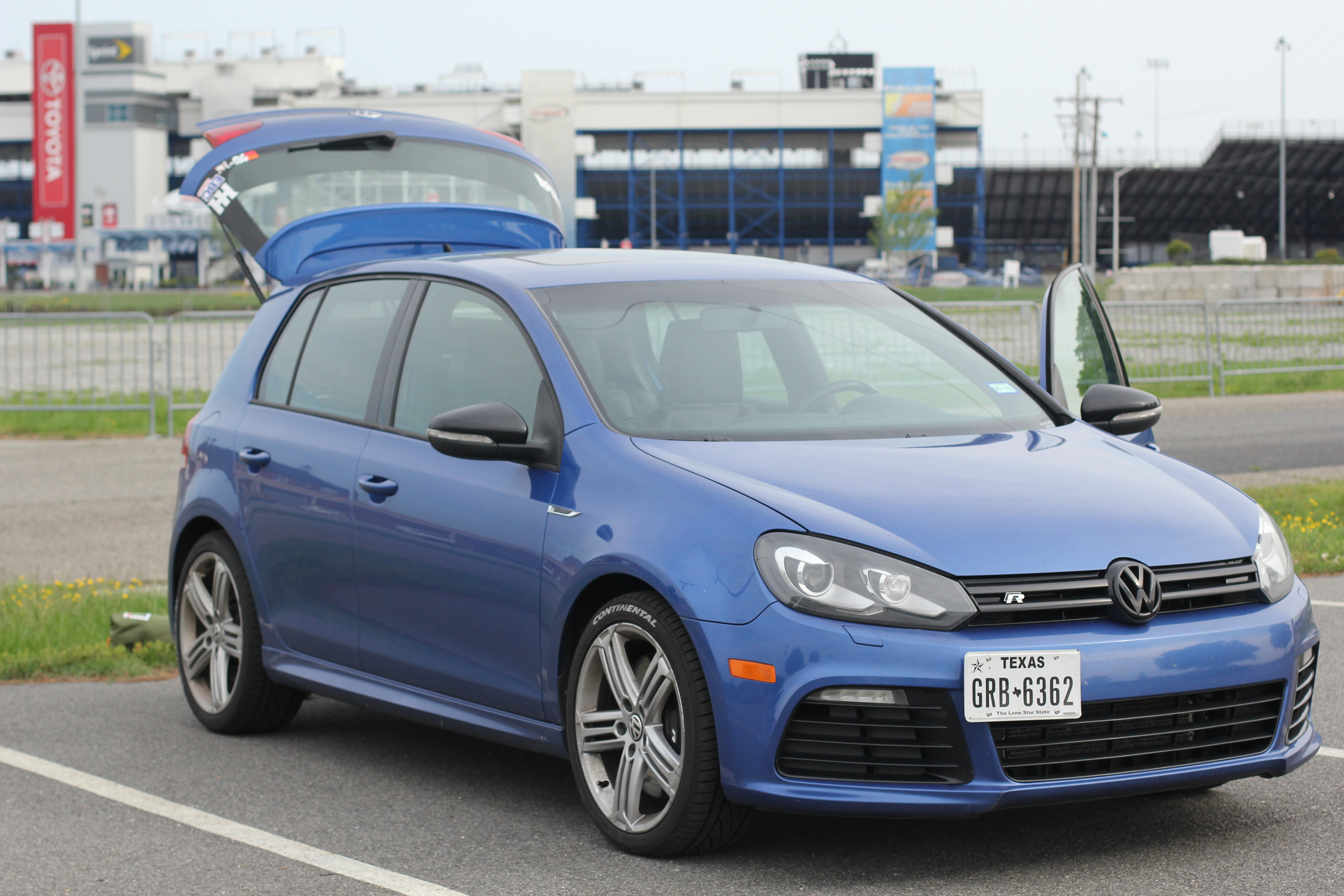
Volkswagen Golf VI R

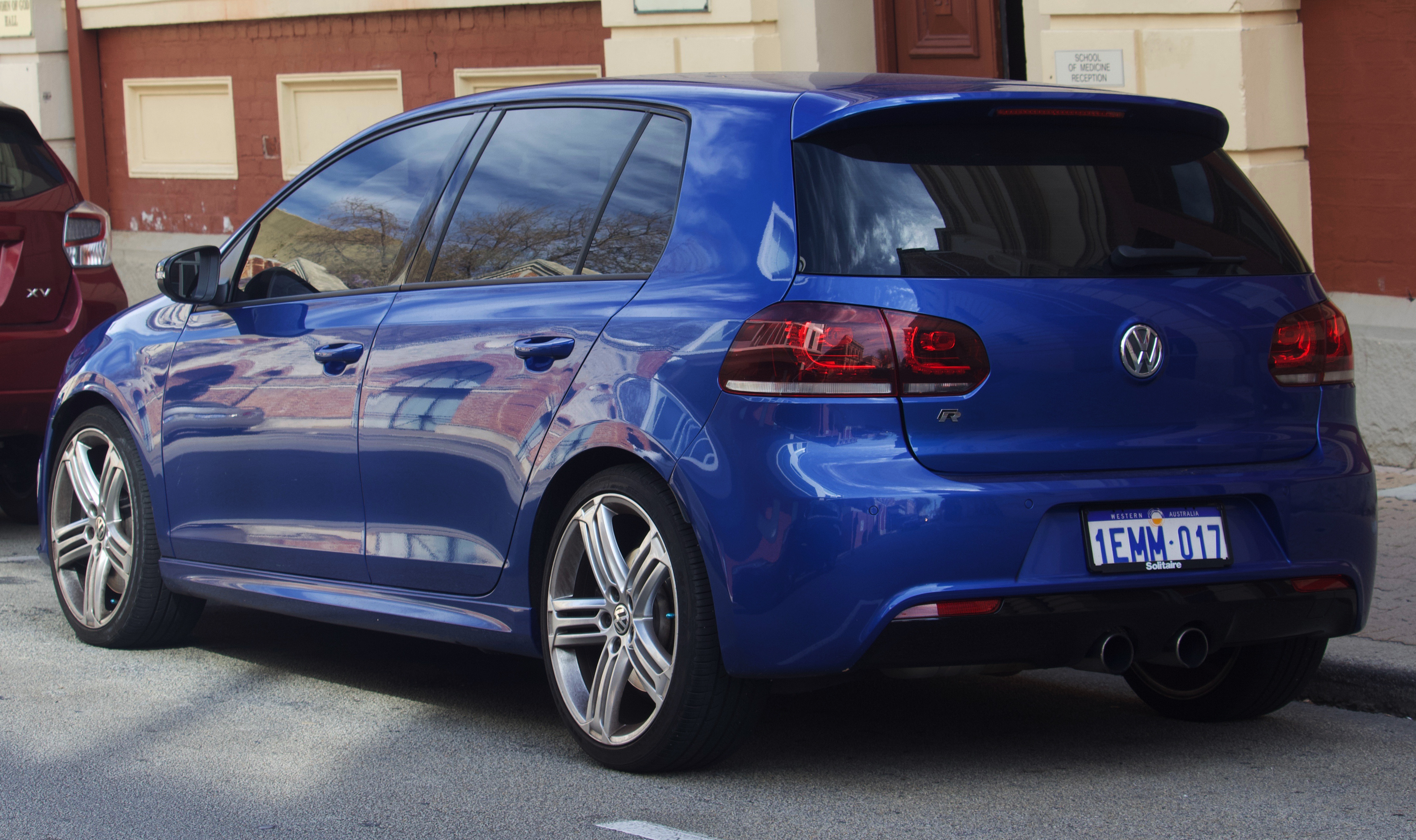
Volkswagen Golf VI R

Volkswagen Golf R першого покоління в 2 варіантах кузова: 3-дверний і 5-дверний хетчбек був представлений на Франкфуртському автосалоні, як наступник R32 15 вересня 2009 року. Модель створена на основі Golf 6.
Golf R оснащений рядним чотирициліндровим двигуном FSI об’ємом 2,0 л з турбонаддувом, який видає 270 к.с. при 6000 об/хв і крутний момент 350 Нм при 2500-5000 об/хв. Автомобіль у стандартній комплектації має 4Motion 5-го покоління (повний привід) і доступний з 6-ступінчастою механічною коробкою передач або опціонально з 6-ступінчастою DSG з подвійним щеплення. Розганяється до сотні у версії з 6-ст. МКПП за 5,7 c, із 6-ст. DSGм — 5,5 с. Максимальна швидкість 250 км/год.
На Женевському автосалоні 2013 року представлена версія Golf R-кабріолет. Автомобіль має на 5 к.с. менше за хетчбек і видає 265 к.с. та комплектується з безальтернативною 6-ст. DSG. Від 0 до 100 км/год автомобіль розганяється за 6,4 с.
У стандартну комплектацію входять:
- Незалежний передок з біксеноном і світлодіодними денними ходовими вогнями в передньому бампері
- Задня частина з двотрубним вихлопом і світлодіодними задніми ліхтарями
- Інтер’єр з логотипом R і двоколірними спортивними сидіннями, прилади з синіми голками
- Спортивна підвіска з опусканням на 25 мм, ESP зі спортивним режимом, 17-дюймова гальмівна система
- 18-дюймові алюмінієві диски (7,5 J x 18) з шинами 225/40 R18

### Двигун
- 2.0l VW EA113 I4 270 к.с. 350 Нм

## Друге покоління

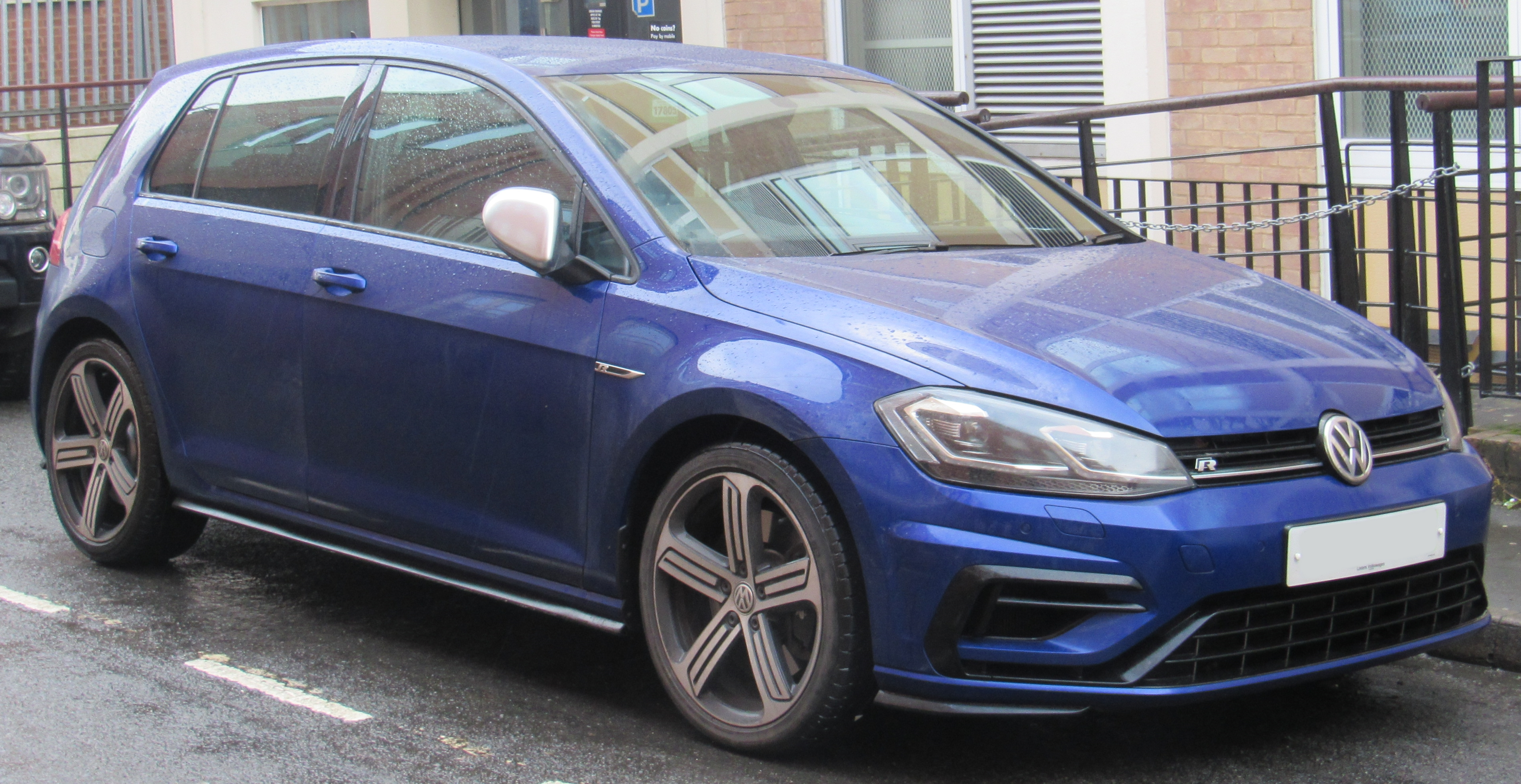
Volkswagen Golf VII R

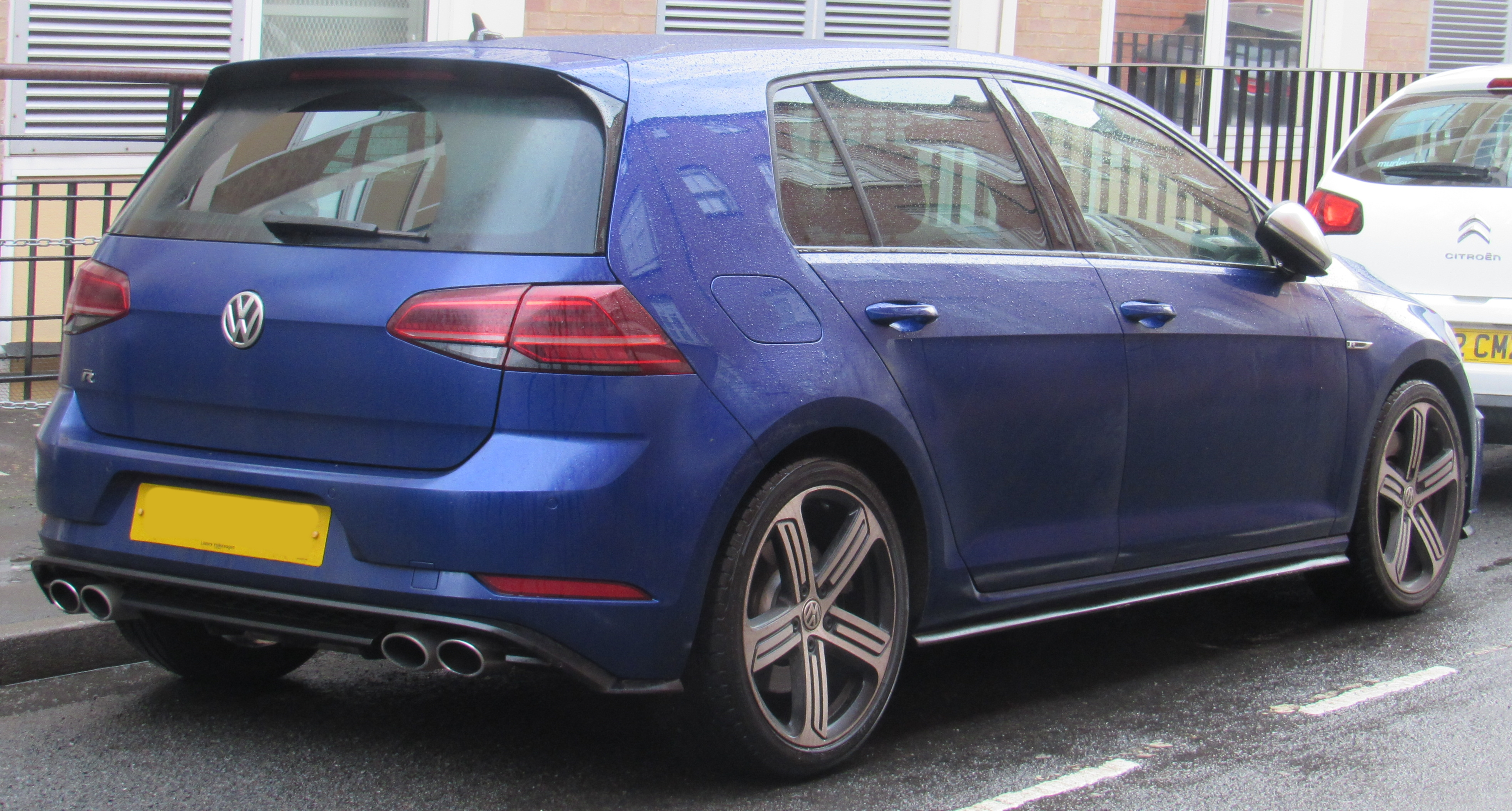
Volkswagen Golf VII R

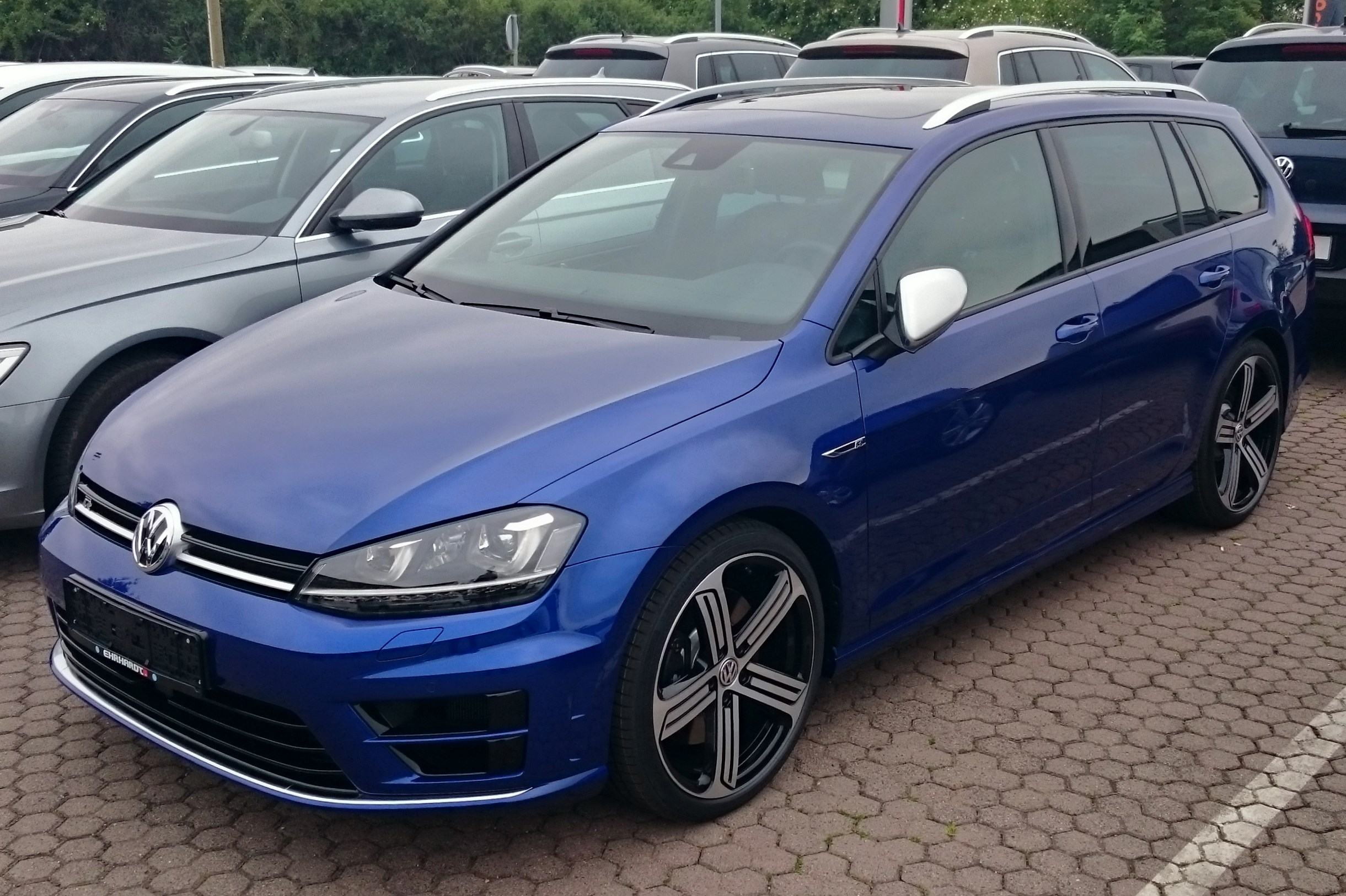
Volkswagen Golf VII R Variant

Друге покоління Volkswagen Golf R (створений на основі Golf 7) дебютував на Франкфуртському автосалоні у вересні 2013 року. У продаж модель надійшла навесні 2014 року. Автомобіль комплектується 2,0 л турбодвигуном потужністю 300 к.с. при 5500-6200 об/хв та крутним моментом 380 Нм при 1800-5500 об/хв. КПП — роботизована DSG або 6-ступенева МКПП.
Розгін до сотні у версії з 6-ступеневою МКПП становить 5,3 c, з DSG із подвійним зчепленням — 4,9 с. Максимальна швидкість 250 км/год. Станом на 2016 рік автомобіль комплектується також автомобільною круїзною системою (Autonomous cruise control system). Моделі Golf 2016 отримали нову інформаційно-розважальну систему «MIB II» з технологією «VW Car-Net App-Connect». Система підтримує додатки «Apple CarPlay», «Android Auto» та «MirrorLink». А пакет «Driver Assistance» додасть: адаптивний круїз-контроль, моніторинг сліпих зон, систему попередження про можливе зіткнення, систему підтримання руху в обраному ряду та систему допомоги при паркуванні. 
В 2016 році Golf VII R було оновлено, а потужність двигуна 2.0 TSI підвищено до 310 к.с.

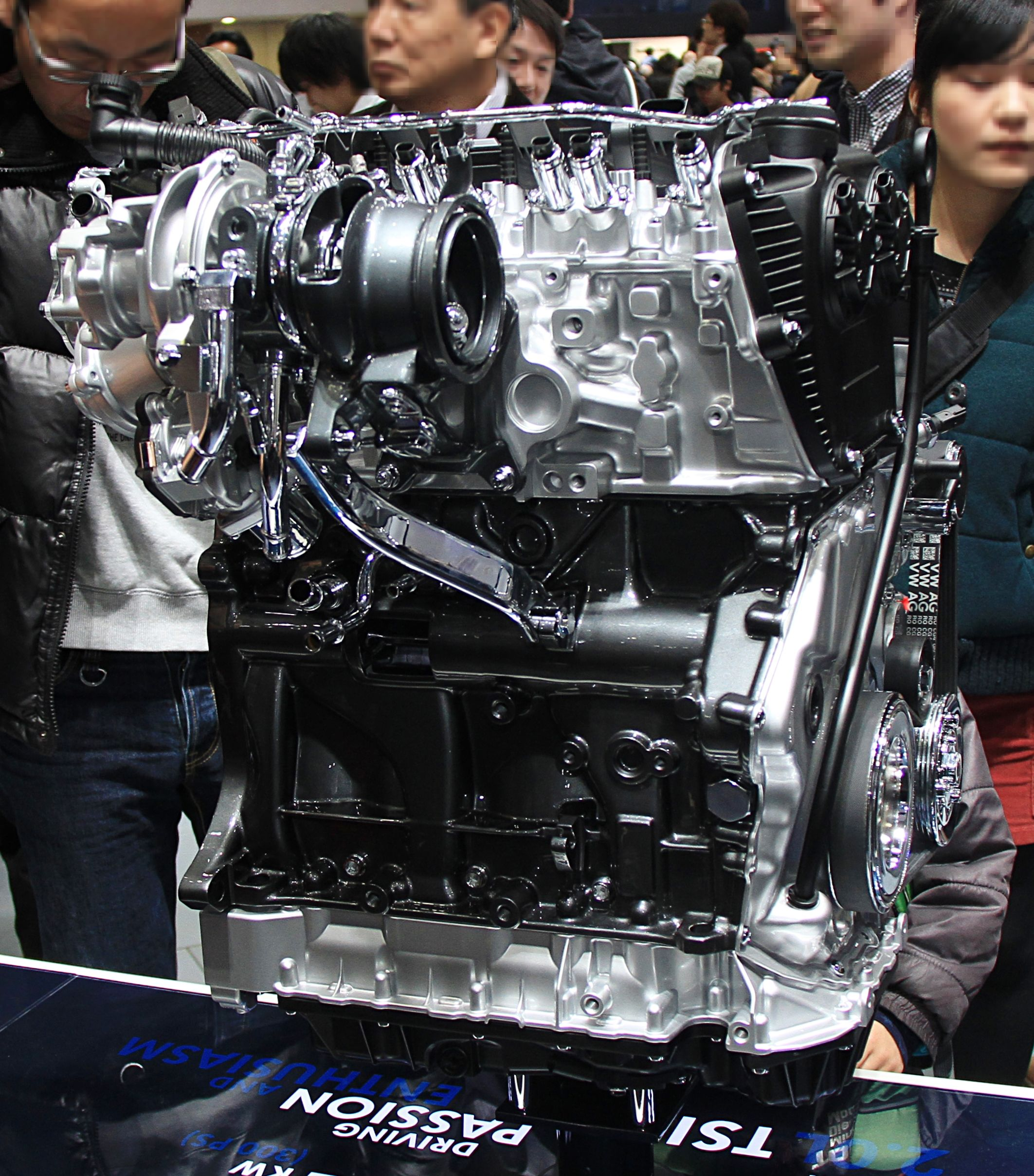
Двигун 2.0 л TSI від Volkswagen Golf VII R
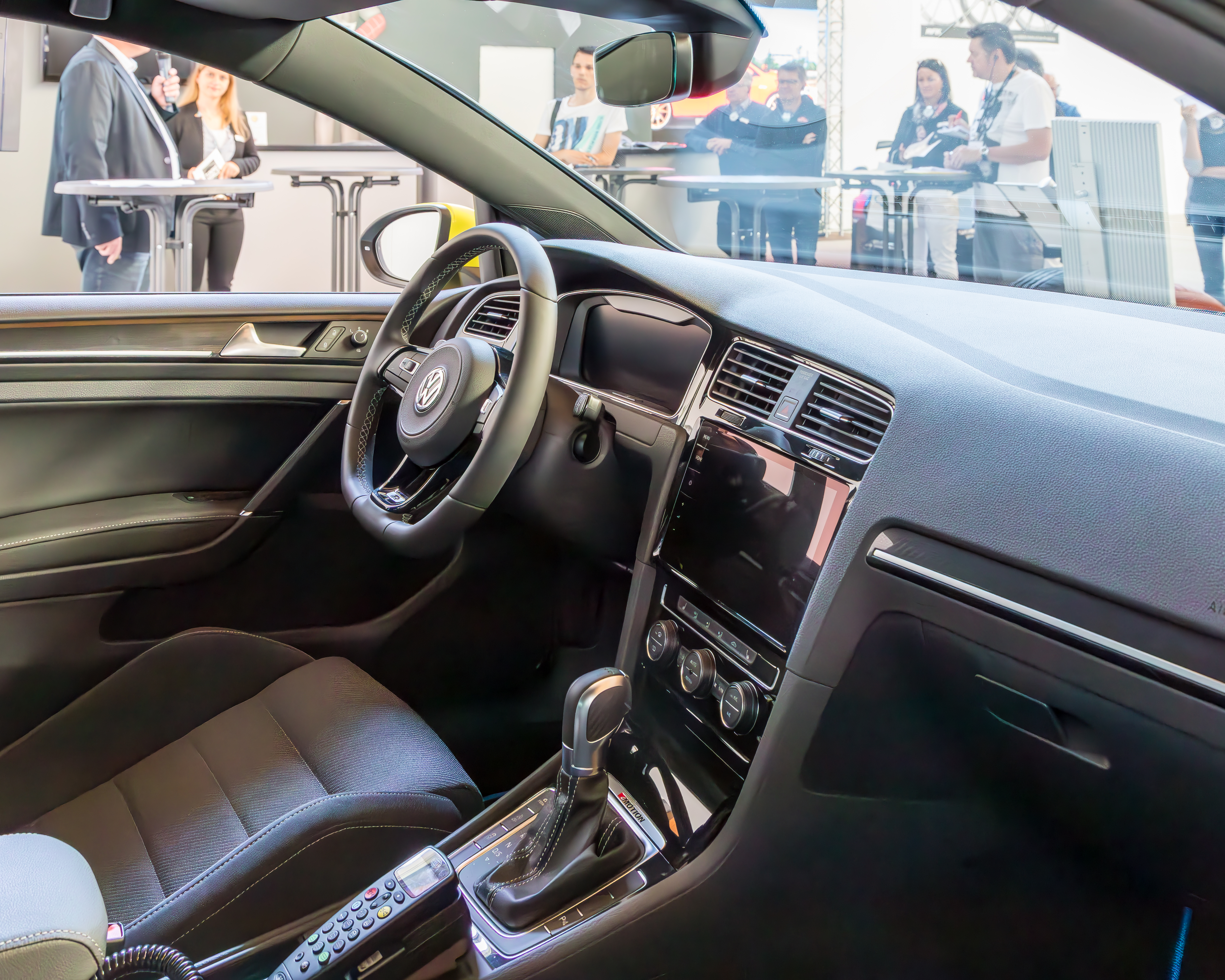

### Ціна
Новий автомобіль станом на січень 2016 рік коштує на офіційному сайті Фольксвагена від $35,650. В Україні автівки коштують значно дорожче — приблизно $50,000 або 1 316 303 гривень.

### Двигуни
- 2.0l VW EA888 Gen.3 I4 300 к.с. 380 Нм
- 2.0l VW EA888 Gen.3 I4 300 к.с. 400 Нм
- 2.0l VW EA888 Gen.3 I4 310 к.с. 400 Нм
- 2.0l VW EA888 Gen.3 I4 360 к.с. 460 Нм (R360S)

## Третє покоління

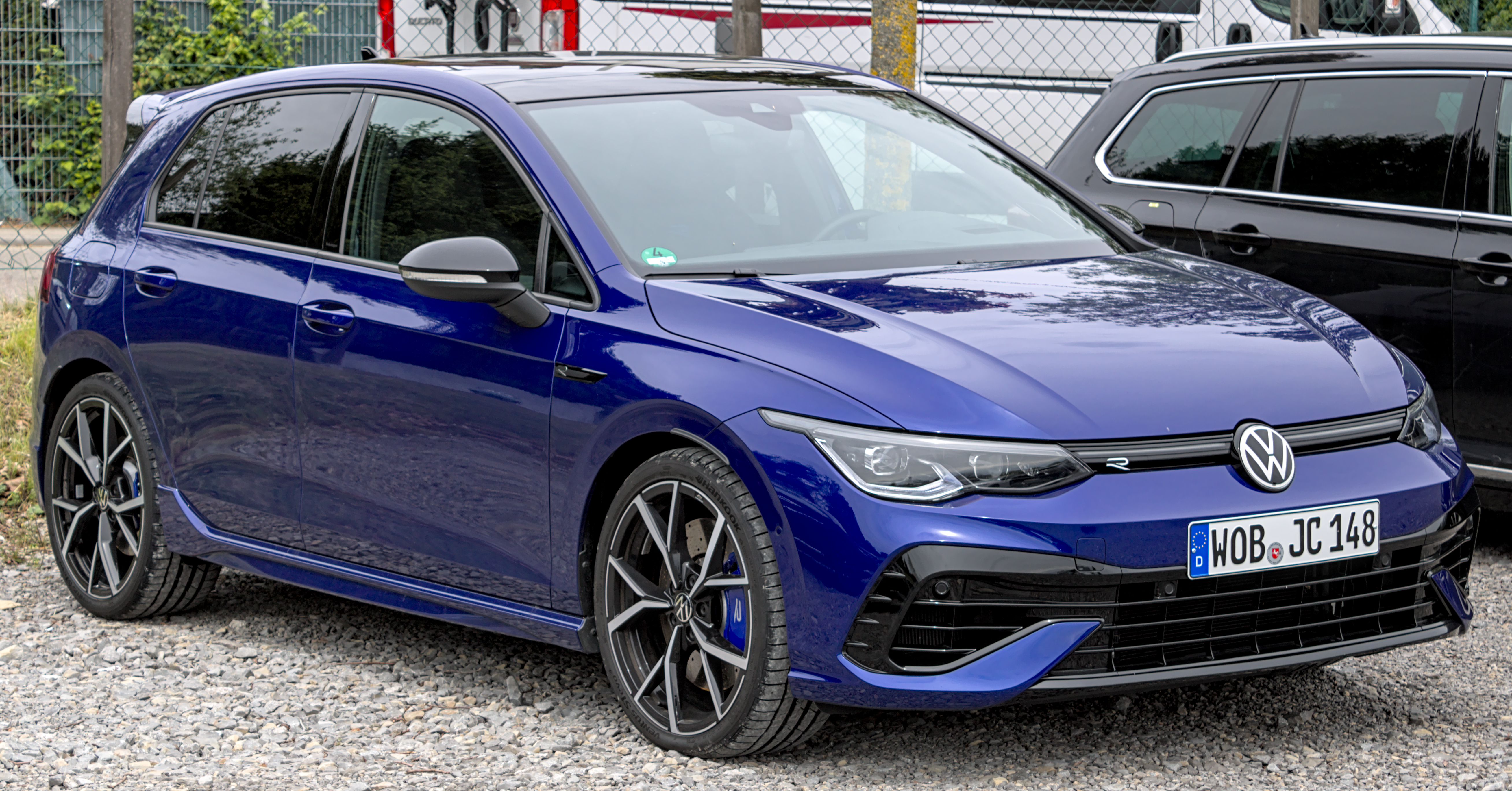
Volkswagen Golf VIII R

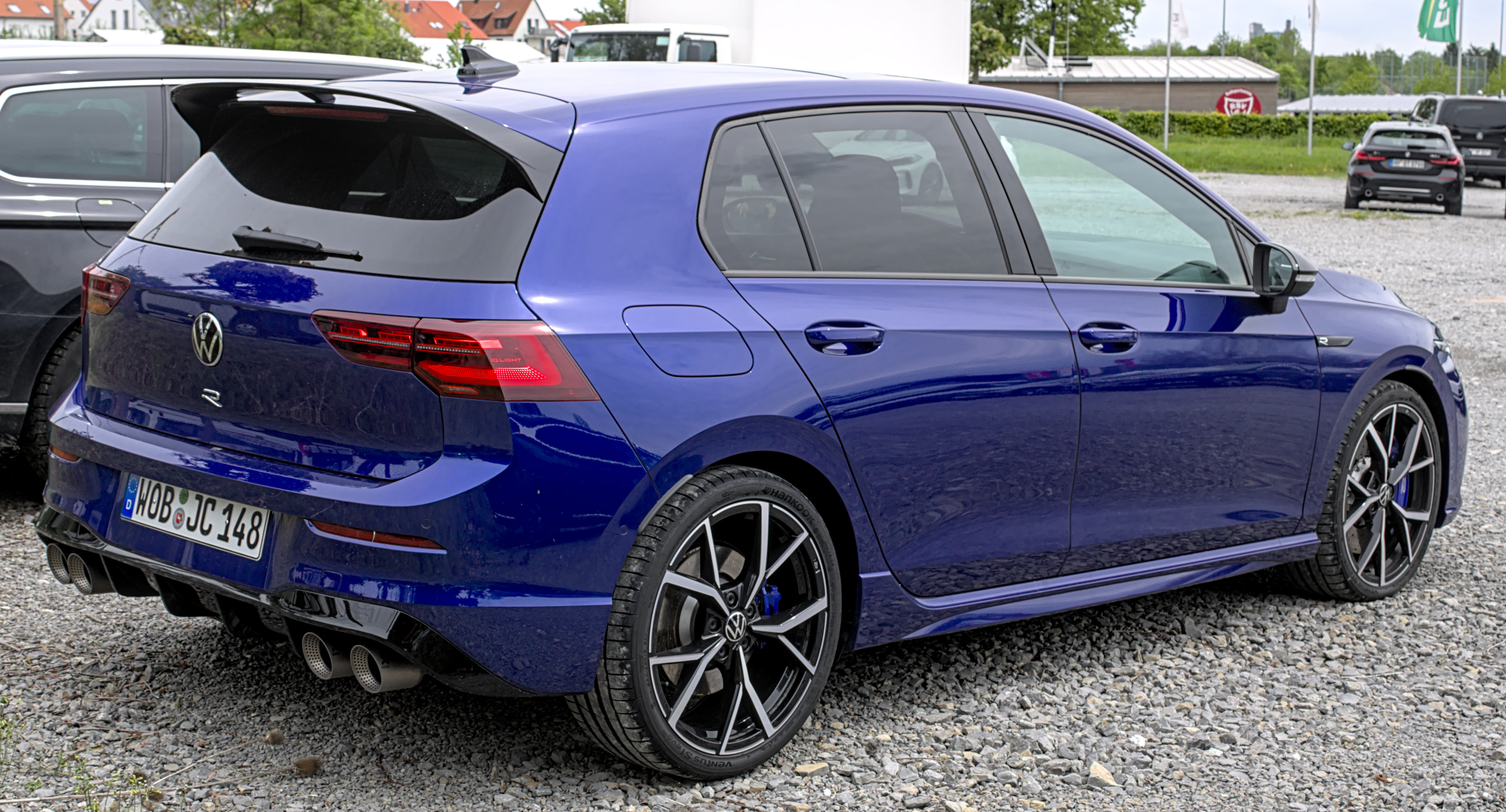
Volkswagen Golf VIII R

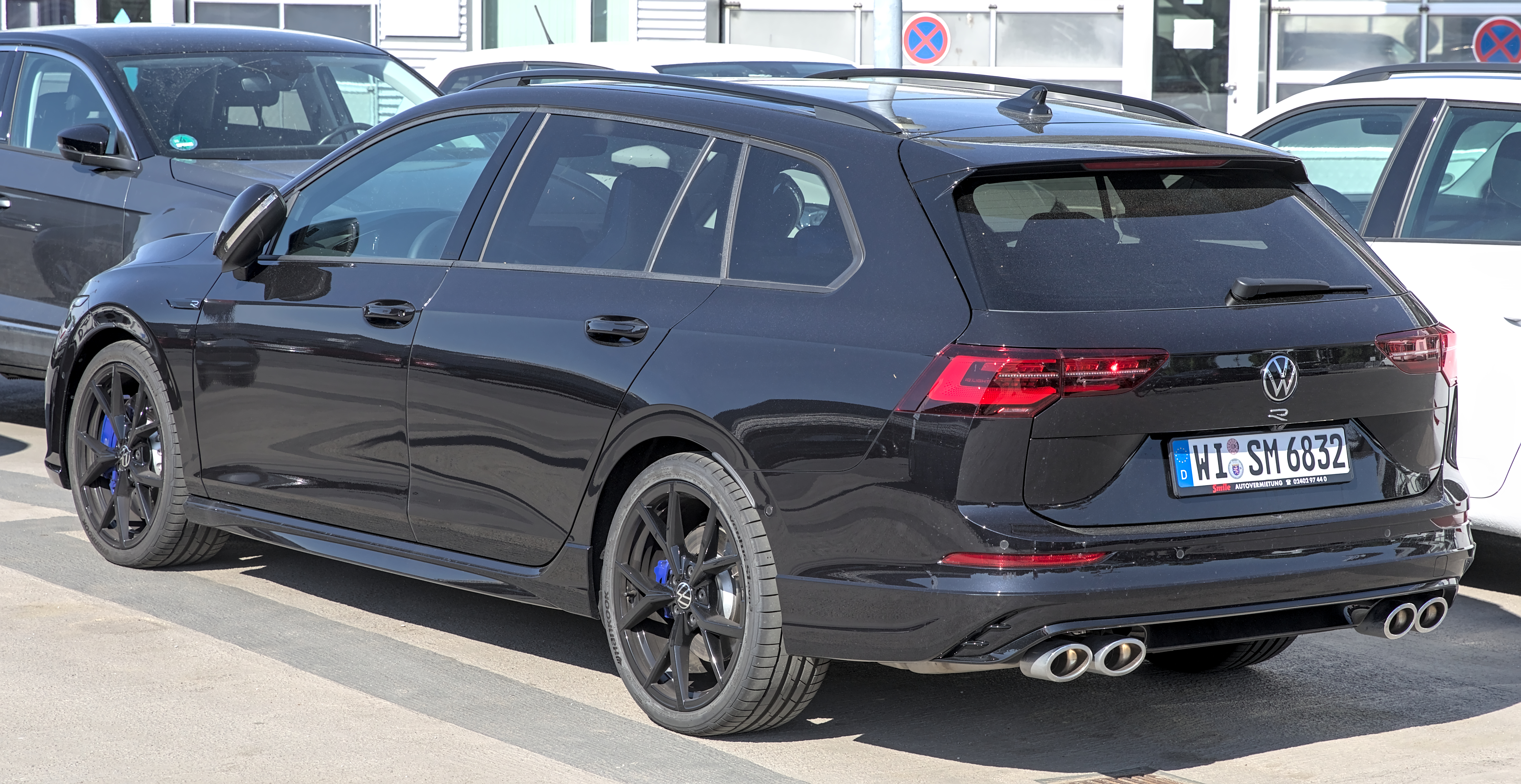
Volkswagen Golf VIII R Variant

Golf R третього покоління оснащений 2,0-літровим бензиновим двигуном із безпосереднім уприскуванням з турбонаддувом (TSI) потужністю 320 к.с. (235 кВт) і 420 Нм крутного моменту. Він пропонується або з семиступінчастою автоматичною з подвійним зчепленням автоматичною в усьому світі, або з шестиступінчастою механічною (лише ринки США та Канади). R на 20 мм (0,8 дюйма) нижчий за стандартний Golf і має жорсткішу підвіску, що включає алюмінієву передню раму. Повнопривідна система була оновлена і отримала перевагу від заднього диференціала, що векторизує крутний момент. Система Dynamic Chassis Control також оновлена для роботи з Vehicle Dynamics Manager, що дозволяє функцію Drift Mode. Екстер'єр оснащений чотирма вихлопними наконечниками та 19-дюймовими колесами, в той час як інтер'єр схожий на GTI, і має шкіряні сидіння Nappa, а також кілька значків R та R-специфічний дисплей водія.

### Двигуни
- 2.0l VW EA888 Gen.4 I4 320 к.с. 420 Нм
- 2.0l VW EA888 Gen.4 I4 333 к.с. 420 Нм (R „20 Years“)